# Kinneveds församling
Kinneveds församling är en församling i Falköpings och Hökensås kontrakt i Skara stift. Församlingen ligger i Falköpings kommun i Västra Götalands län och ingår i Floby pastorat. 

## Administrativ historik
Församlingen har medeltida ursprung.
Församlingen var till senast 1998 moderförsamling i pastoratet Kinneved och Vårkumla som även från 1962 omfattade Börstigs församling och Brismene församling. Åtminstone från 1998 till 2002 var församlingen annexförsamling i pastoratet Floby, Göteve, Trävattna, Hällestad, Grolanda, Jäla, Kinnevad, Vårkumla, Börstig, Brismene, Åsarp, Gökhem, Sörby, Vilske-Kleva och Ullene.  Församlingen införlivade 2002 Brismene församling och Vårkumla församling och var därefter till 2006 annexförsamling i pastoratet Floby, Göteve, Hällestad-Trävattna, Grolanda-Jäla, Kinneved, Börstig, Åsarp, Gökhem, Sörby, Vilske-Kleva och Ullene. Sedan 2006 är församlingen annexförsamling i pastoratet Floby, Kinneved och Åsarp som före 2010 även omfattade församlingarna Gökhem, Vilske-Kleva, Grolanda-Jäla och Börstig.

## Kyrkor
- Kinneveds kyrka
- Brismene kyrka
- Vårkumla kyrka

## Series pastorum
- Fredrik Wennersten 1856-1880